# Belmont-sur-Buttant
Belmont-sur-Buttant è un comune francese di 285 abitanti situato nel dipartimento dei Vosgi nella regione del Grand Est.

## Società

### Evoluzione demografica
Abitanti censiti